# Pseudopoda dama
Pseudopoda dama là một loài nhện trong họ Sparassidae.
Loài này thuộc chi Pseudopoda. Pseudopoda dama được Peter Jäger miêu tả năm 2001.